# Klavierkonzert (Burgmüller)

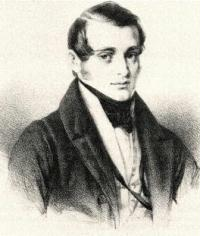
Norbert Burgmüller, Lithographie von Jakob Becker

Das Klavierkonzert op. 1 in fis-Moll von Norbert Burgmüller entstand 1828/1829 und wurde am 14. Januar 1830 von Burgmüller am Klavier uraufgeführt. Wegen des frühen Unfalltodes von Burgmüller – er ertrank wahrscheinlich infolge eines epileptischen Anfalls – ist es auch sein einziges Klavierkonzert.

## Hintergrund
Die Uraufführung fand am 14. Januar 1830 in Kassel mit Burgmüller am Klavier statt. 1833 befreundete sich Burgmüller mit Felix Mendelssohn Bartholdy, der das Werk am 3. Mai 1834 in Düsseldorf spielte.

## Das Werk

### Besetzung
Das Orchester besteht aus paarweise auftretenden Flöten, Oboen, Klarinetten, Fagotten, Hörnern und Trompeten. Dazu kommen drei Posaunen, eine Pauke, zwei Violinen, sowie jeweils eine Viola, ein Cello und ein Kontrabass.

### Aufbau
Das Werk besteht aus der üblichen Zusammenstellung von drei Sätzen. Die Satzbezeichnungen des Konzerts lauten:
1. Allegro ma non troppo
2. Larghetto con moto
3. Allegro moderato

## Einspielungen
- 1998 – Leonard Hokanson am Klavier, Dirigent Gernot Schmalfuss – Concerto For Piano And Orchestra Op. 1 F Sharp Minor / Overture For Orchestra Op. 5 / Symphony No. 2 Op. 11 D Major
- 2000 – Nikolaus Lahusen am Klavier, Dirigent Heribert Beissel – Norbert Burgmüller: Klavierkonzert (op. 1) / Robert Schumann: Konzertstücke für Klavier und Orchester (op. 92 und 134).
- 2012 – Tobias Koch am Klavier, Dirigent Frieder Bernius – Norbert Burgmüller: Klavierkonzert op. 1 / Entr'actes op. 17 / Ouverture op. 5